# Тунія

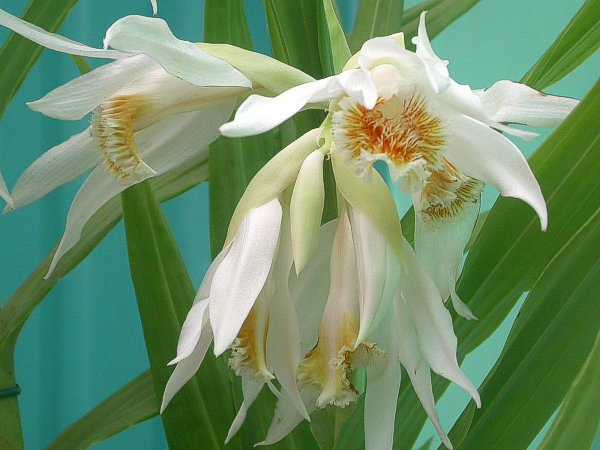
Thunia alba

Тунія (Thunia) — рід багаторічних трав'янистих рослин родини орхідних.
Рід представлений п'ятьма наземними і епіфітними видами від середнього до великого розмірів, поширених в Індії, Китаї, і Південно-Східної Азії.
Названий на честь чеського колекціонера орхідей графа Thun Hohenstein (1786—1873).

Описано Генріхом Райхенбахом в 1852 році.